# Hypsiboas albomarginatus
Hypsiboas albomarginatus és una espècie de granota de la família dels hílids que viu al Brasil.